# Зенит-5
Зени́т-5 — малоформатный однообъективный зеркальный фотоаппарат с залинзовым центральным затвором и сменными объективами, выпускавшийся на Красногорском механическом заводе с 1964 по 1968 год. Входит в семейство «Зенит-4». Всего выпущено 11 611 штук.
Главной особенностью фотоаппарата был первый в СССР электропривод взвода затвора и протяжки плёнки. Кроме того, впервые в мире он был встроен непосредственно в лентопротяжный механизм. До этого моторные приводы выполнялись в виде отдельного присоединяемого блока.

## Технические особенности
Как и вся линейка «Зенит-4», пятая модель построена по необычной для однообъективных «зеркалок» схеме с центральным затвором вместо фокального. Всеобщее увлечение новейшей электронной фотовспышкой в середине 1950-х годов заставило многих производителей фототехники отказаться от традиционного для фотоаппаратов со сменной оптикой фокального затвора в пользу центрального. Таким способом достигалась возможность съёмки с «заполняющей» вспышкой на любых выдержках, даже при ярком солнечном свете. Из двух известных схем: с афокальными насадками и целиком заменяемыми объективами с уменьшенным выходным зрачком советские инженеры выбрали вторую, взяв за основу немецкий Voigtländer Bessamatic.
Однако, главная особенность «Зенит-5» заключалась в наличии встроенного электропривода, до этого не применявшегося в советских фотоаппаратах общего назначения. Электродвигатели постоянного тока использовались для взвода затвора фотоаппаратов с 1957 года (впервые на Nikon SP), но до сих пор выполнялись в виде отдельного блока, закрепляемого на фотоаппарате при необходимости. В «Зенит-5» привод был целиком интегрирован в кинематику камеры, а вместо взводного курка предусмотрена цилиндрическая головка на случай отказа батарей. Питание осуществлялось от четырёх дисковых никель-кадмиевых аккумуляторов Д-0,2, также встроенных в корпус без возможности быстрой замены.
Кроме очевидных достоинств, такое устройство электропривода обладало и существенными недостатками. Перезаряжать аккумуляторы можно было только внешним зарядным устройством, что требовало нескольких часов. В случае непредвиденной съёмки при севших батареях главное преимущество камеры становилось проблемой, вынуждая фотографа взводить затвор неудобной головкой. Зарубежные фотоаппараты в те годы оснащались приставными электроприводами, а курок взвода оставался на своём штатном месте. Это позволяло отсоединять тяжёлый и шумный привод в ситуациях, когда он не требуется или мешает. Кроме того, батареи во внешнем блоке питания легко заменялись заряженными.
Встроенные электроприводы оказались оправданными по мере отказа от энергонезависимых механических затворов. Впервые такое устройство использовано только в 1979 году в любительской зеркальной Konica FS-1 с быстросменными пальчиковыми батарейками. Возможность ручного взвода исключена вместе с курком, так как при отсутствии электропитания затвор также оказывался неработоспособным. В то же время, батарейки АА при необходимости легко заменялись на свежие, широко доступные в продаже. «Зенит-5» не стал популярным из-за низкого качества и недостаточной ёмкости аккумуляторов, и в 1968 году вместе со всей линейкой «Зенит-4» снят с производства. Дополнительным аргументом стало отсутствие в продаже сменных объективов и проблема совместимости с оптикой от обычных «Зенитов».
Несмотря на все недостатки, «Зенит-5» стал самым технически оснащённым советским фотоаппаратом, причём не только среди малоформатных. Кроме единственного в СССР электропривода и синхронизации с электронными фотовспышками на всех выдержках, в этой камере оказались сосредоточены ещё многие достоинства. Это первое в стране полуавтоматическое управление экспозицией с индикацией в поле зрения видоискателя, прыгающая диафрагма, съёмная пентапризма с практически стопроцентным полем зрения, байонетное присоединение объективов и доступность единственного на тот момент панкратического фотообъектива «Рубин-1», не выпускавшегося для резьбовых «Зенитов». Такое сочетание возможностей, за исключением заобъективного измерения, оставалось непревзойдённым вплоть до краха советского фотоаппаратостроения после Перестройки.

## Характеристики
«Зенит-5», как и остальные камеры семейства — фотоаппарат с полуавтоматической установкой экспозиции. В поле зрения видоискателя видны две стрелки сопряжённого селенового экспонометра, для правильной установки экспозиции их необходимо совместить. Диапазон светочувствительности фотоплёнки от 16 до 500 ед. ГОСТ.

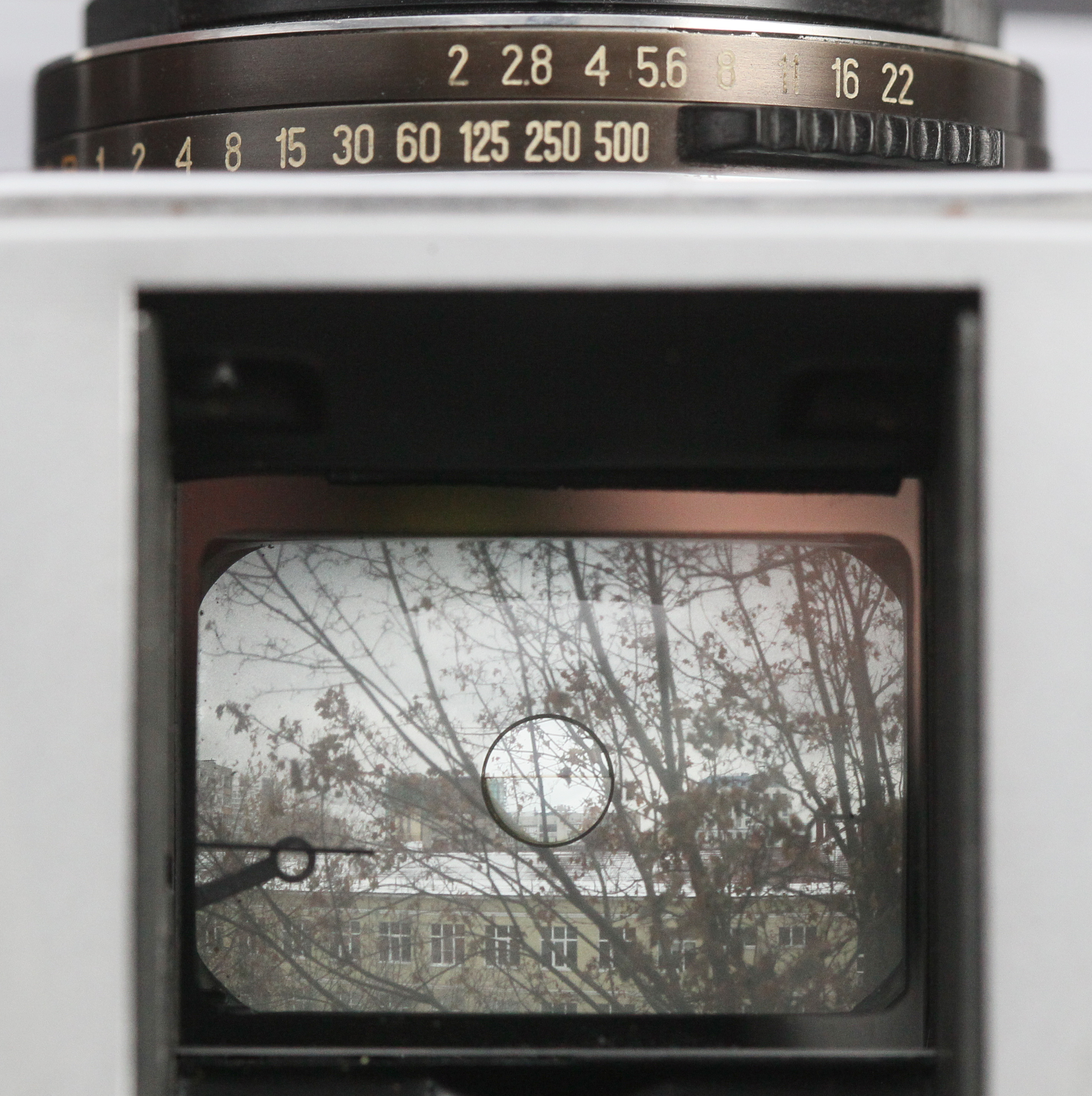
Видоискатель со снятой пентапризмой. Слева видны стрелки экспонометра, а вверху кольца выдержки и диафрагмы

- Корпус фотоаппарата литой из алюминиевого сплава с открывающейся задней стенкой;
- Прижимной столик — стеклянный, более износоустойчивый по сравнению с металлическими, что уменьшало потёртость фотоплёнки при перемотке;
- Встроенный электропривод протягивал плёнку с частотой до 1,5 кадров в секунду;
- Кроме стандартных кассет тип-135 фотоаппарат поддерживал кассеты от «Зоркого-6» с подпружиненным флокированным устьем. При закрывании задней стенки её специальный выступ поворачивал внутренний цилиндр кассеты, приоткрывая устье для свободного прохода плёнки. Для свободной протяжки плёнки и нормальной работы мотора рекомендовалось использовать именно эти кассеты;
- Обратная перемотка плёнки — головкой типа «рулетка» на боковой стенке камеры;
- Счётчик кадров автоматический самосбрасывающийся при открывании задней стенки, показывает оставшееся количество кадров;
- Механический автоспуск;
- Резьба штативного гнезда — 3/8" дюйма;
- Размер поля зрения видоискателя — 23,2×35,2 мм;
- Фокусировочный экран — матовое стекло с клиньями Додена;
- Пентапризма съёмная, может быть заменена на складную шахту с лупой;
- Увеличение окуляра видоискателя — 5×.

### Порядок работы затвора
Особенность затвора «Зенит-5» заключается в наличии у него двух независимых приводов лепестков. Кроме основного привода от рабочей пружины предусмотрен вспомогательный, открывающий и закрывающий лепестки для работы зеркального видоискателя.

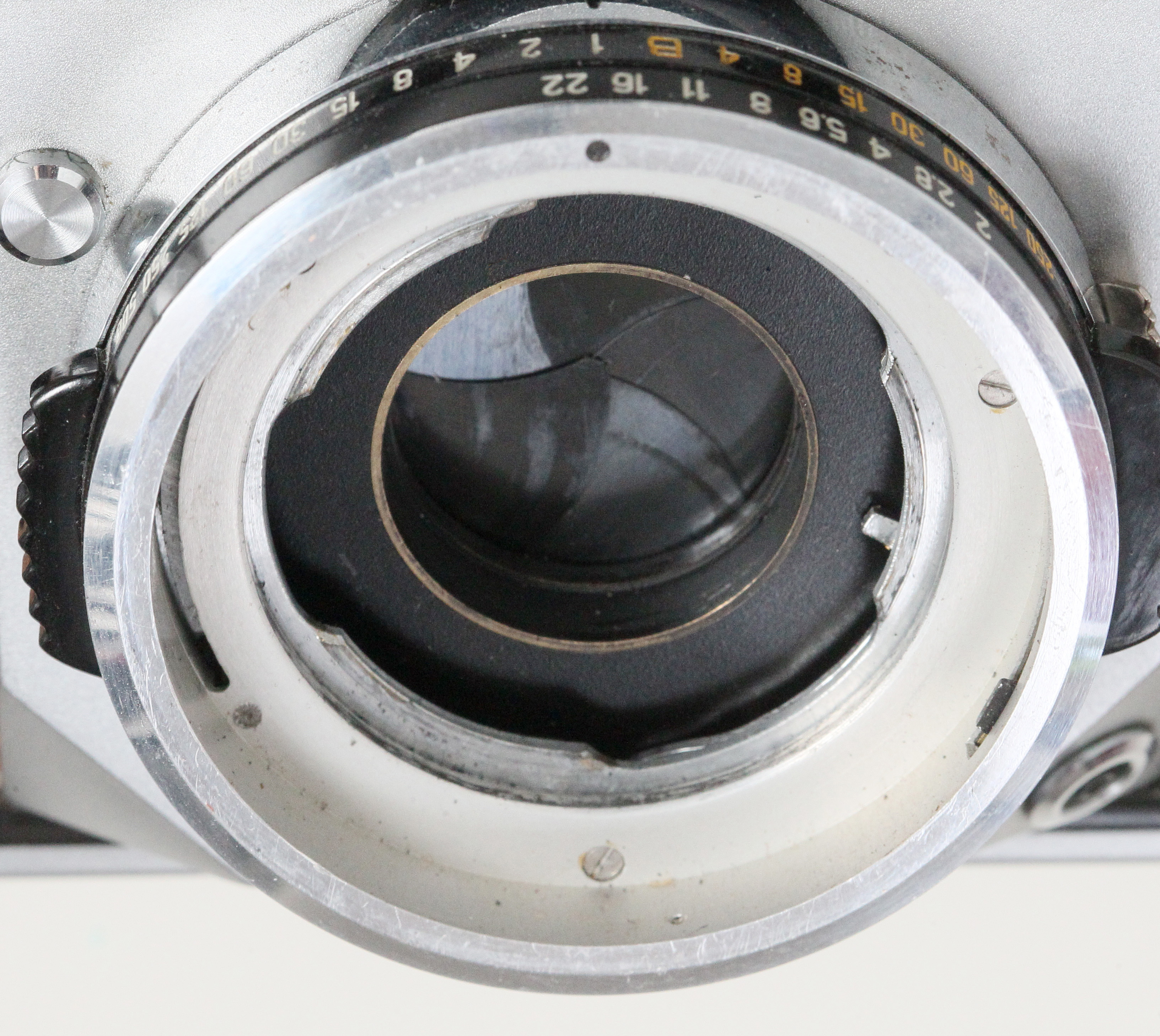
Узел крепления объектива с затвором

При взводе затвора и переводе плёнки кадровое окно закрывается шарнирно подвешенной под зеркалом металлической заслонкой. Зеркало опускается в рабочее положение, а лепестки центрального затвора раскрываются вспомогательным приводом, одновременно открывающим прыгающую диафрагму. Таким образом, свет получает доступ через объектив в видоискатель, а плёнка защищена заслонкой от засветки. Фотограф может производить визирование, кадрирование, фокусировку и полуавтоматическое управление экспозицией, не отрывая глаз от окуляра.
Для выбора правильной экспозиции на верхнем щитке установлена цилиндрическая головка, кинематически соединённая через суммирующий механизм с диафрагмой и затвором. Её вращением находят положение, при котором две подвижные стрелки в поле зрения видоискателя совмещаются друг с другом. В этот момент кольца выдержки и диафрагмы автоматически занимают положения, соответствующие правильной экспопаре.
Всё это время центральный затвор находится в режиме визирования с полностью открытыми лепестками. После нажатия на спусковую кнопку он переводится в режим съёмки: лепестки закрываются, и запускается механический таймер, задающий временной интервал для срабатывания остальных механизмов перед запуском рабочей пружины. За время работы таймера прыгающая диафрагма закрывается до рабочего значения, а зеркало и заслонка поднимаются, открывая кадровое окно. Затем срабатывает рабочий привод лепестков затвора, задающий выдержку.
Из-за сложного и длинного порядка взаимодействия механизмов, лаг затвора «Зенита-5» и других фотоаппаратов семейства был самым большим из всей советской зеркальной аппаратуры. В результате, для спортивной фотографии камера, как и её иностранные аналоги, оказалась малопригодна.

## Байонет и сменные объективы
- Тип крепления объектива — байонет «Ц», геометрически подобный байонету немецкого фотоаппарата Bessamatic (фирма Bessa), однако отличный по рабочему отрезку: 47,58 мм против 44,70.[23]
- Штатный объектив (с «прыгающей» диафрагмой) «Вега-3Ц» 2,8/50.

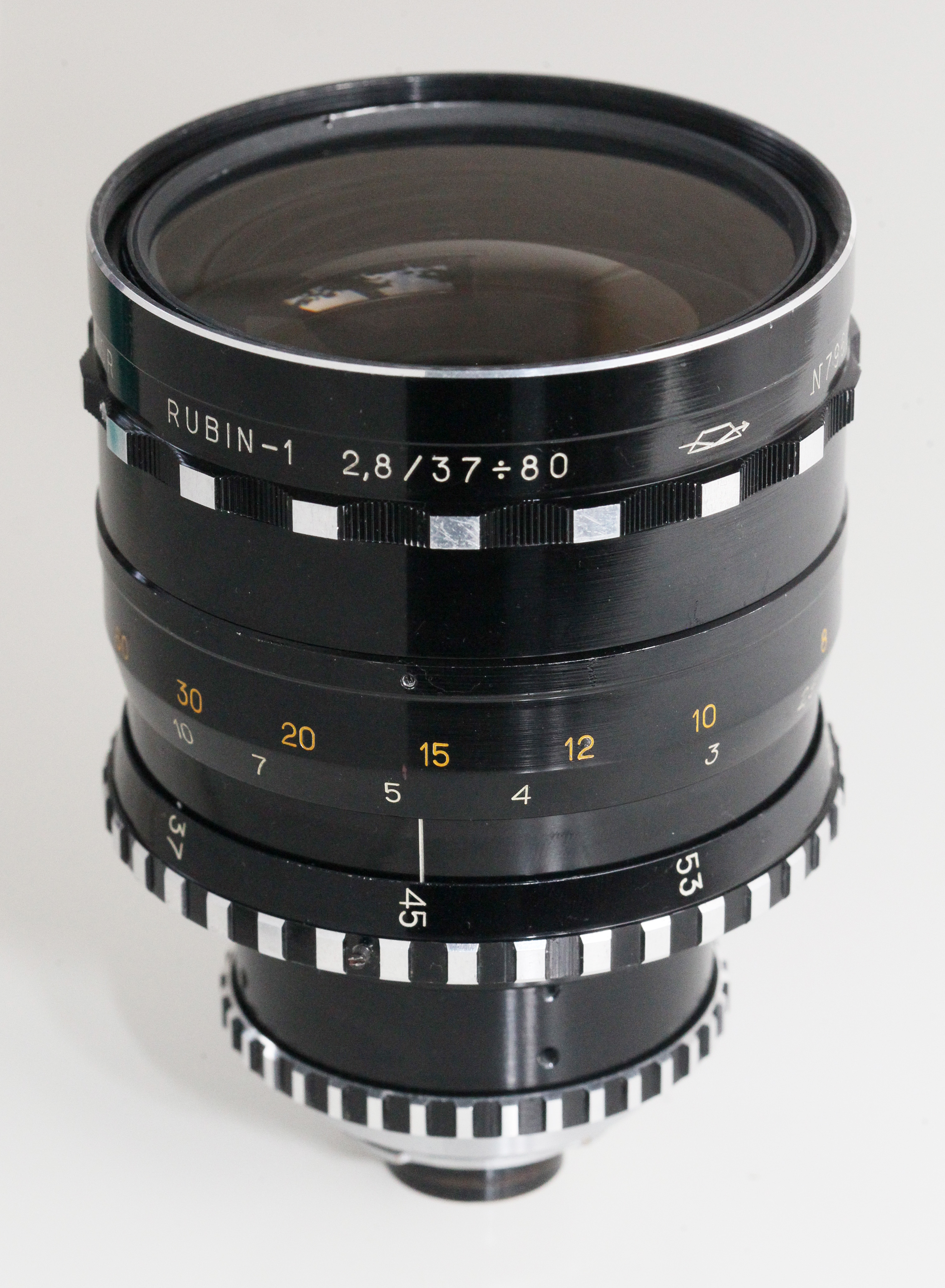
Первый в СССР фотозум «Рубин-1»

К аппаратам «Зенит-4», «Зенит-5» и «Зенит-6» выпускались и другие сменные объективы:
| Название      | Фокусное расстояние | Светосила | Назначение                                  |
| ------------- | ------------------- | --------- | ------------------------------------------- |
| Мир-1Ц        | 37                  | 2,8       | Широкоугольный объектив                     |
| Гелиос-65Ц    | 52                  | 2,0       | Светосильный нормальный объектив            |
| Юпитер-25Ц    | 85                  | 2,8       | Портретный объектив                         |
| Таир-38Ц      | 133                 | 4,0       | Телеобъектив                                |
| Телетаир-200Ц | 200                 | 5,6       | Телеобъектив                                |
| Рубин-1Ц      | 37~80               | 2,8       | Штатный зум-объектив фотоаппарата «Зенит-6» |

## Интересные факты
Один из первых фотоаппаратов «Зенит-5» был подарен Никите Сергеевичу Хрущёву. При этом произошёл инцидент, чудом не стоивший карьеры конструкторам: во время перевозки аккумуляторы фотоаппарата взорвались, и пришлось срочно возвращаться на завод за другой такой же камерой.